# TNT Sports (Vương quốc Liên hiệp Anh và Bắc Ireland)
TNT Sports (trước đây là BT Sport) là một nhóm các kênh truyền hình thể thao trả tiền ở Vương quốc Liên hiệp Anh và Bắc Ireland và Cộng hòa Ireland do Warner Bros. Discovery và BT Group sở hữu, được ra mắt vào ngày 1 tháng 8 năm 2013. Hệ thống kênh có trụ sở tại khu liên hợp của Warner Bros. Discovery ở Chiswick Business Park, Luân Đôn, trước đây được đặt tại Here East, Trung tâm phát sóng quốc tế cũ tại Queen Elizabeth Olympic Park ở Luân Đôn đến năm 2023. Các kênh có sẵn trên các nền tảng truyền hình EE TV, Sky và Virgin Media ở Vương quốc Liên hiệp Anh và Bắc Ireland và Vodafone TV ở Cộng hòa Ireland.
BT Sport đang giữ bản quyền truyền hình trực tiếp độc quyền của Vương quốc Anh và Cộng hòa Ireland cho 46 trận đấu Premier League mỗi mùa, tất cả các trận đấu cricket tại nhà của Úc, UEFA Champions League, UEFA Europa League, UFC, National League, Ligue 1, Bundesliga, FA Community Shield, Cúp FA và Cup Thách thức bóng bầu dục châu Âu, Cup bóng bầu dục giải Ngoại hạng, MotoGP, Giải vô địch thế giới khúc côn cầu FIH và WWE. BT Sport cũng là đối tác phát sóng chính thức của Giải vô địch bóng bầu dục châu Âu và Giải bóng bầu dục giải Ngoại hạng. BT Sport cũng nắm giữ quyền chia sẻ FA Cup với BBC, Liên đoàn bóng đá chuyên nghiệp Scotland với Sky Sports và BBC Alba. Vào năm 2015, BT Sport đã ra mắt dịch vụ giới thiệu của họ ở SD và HD vào năm 2017. Dịch vụ SD đã đóng cửa vào ngày 9 tháng 5 năm 2017 và dịch vụ HD vào năm 2018.